# Sergey Bratkov
Sergey Bratkov (ukrainien : Сергій Братков) né le 28 juin 1960 à Kharkiv (URSS) est un photographe ukrainien. Il est membre du groupe Gosprom issu de l'école de photographie de Kharkiv.

## Biographie
De 1978 à 1983, il suit des études d'ingéniérue électrique à l'Institut polytechnique de Kharkiv. Il devient membre du groupe Gosprom de l'école de photographie de Kharkiv en 1987. Depuis 2000, il vit à Moscou où il enseigne à l'école Rodchenko de photographie et d'art multimédia.

## Expositions
Il a été exposé à la Biennale de São Paulo (2002) et à la Biennale de Venise (2003, 2007 et 2011).